# Holger Franke (Schauspieler, 1955)
Holger Franke (* 2. Mai 1955 in Dresden) ist ein deutscher Schauspieler.

## Leben und Wirken
Holger Franke erhielt eine Gesangsausbildung an der Hochschule für Musik Carl Maria von Weber Dresden und studierte ab 1976 an der Hochschule für Schauspielkunst „Ernst Busch“ Berlin. Im Jahr 1979 war Franke für insgesamt 14 Inszenierungen an den Bühnen von Magdeburg engagiert. Ab 1984 war er festes Ensemblemitglied an einem Theater in Wittenberg.
Ab 1978 war Franke auch als Schauspieler vor der Kamera tätig und wirkte in über 50 Film-und-Fernsehproduktionen mit. Von 1984 bis 1991 spielte Franke in unregelmäßigen Abständen einen Kriminaltechniker in 15 Folgen der Krimiserie Polizeiruf 110. Nach der Wiedervereinigung spielte Franke als Episodendarsteller in zahlreichen Fernsehserien mit, wie beispielsweise in Wolffs Revier, Die Wache oder Alarm für Cobra 11 – Die Autobahnpolizei. Von Beginn der RTL-Serie Unter uns am 28. November 1994 bis zum 27. November 2009 spielte er rund 15 Jahre lang Wolfgang Weigel, den Bäckereibesitzer der Schillerallee 10 in Köln. In der 3726. Folge starb er dort den Serientod. Sein Vertrag wurde nicht verlängert. Von 2010 bis 2012 war Franke in der Nebenrolle des Chauffeurs Kurt Schiller in der Serie Verbotene Liebe zu sehen. Bereits in den 1990er-Jahren hatte Franke bei Verbotene Liebe für mehrere Folgen als Regisseur fungiert.
Holger Franke lebt in Monheim am Rhein, ist geschieden und hat zwei Söhne und eine Tochter.

## Filmografie
- 1978: Clavigo
- 1980: Die Spur des Vermissten
- 1983: Bruno H. Bürgel – Berliner Firmament
- 1983: Was dem einen sein Teufel, ist des anderen Nachtigall
- 1984: Flieger
- 1984: Polizeiruf 110: Draußen am See (Fernsehreihe)
- 1985: Händel aus Halle
- 1985: Polizeiruf 110: Laß mich nicht im Stich
- 1985: Johann Sebastian Bach
- 1985: Polizeiruf 110: Treibnetz
- 1985: Sachsens Glanz und Preußens Gloria (TV-Sechsteiler)
- 1985: Atkins
- 1986: Polizeiruf 110: Mit List und Tücke
- 1986: Rund um die Uhr (TV-Miniserie)
- 1987: Bebel und Bismarck (TV-Dreiteiler)
- 1987: Polizeiruf 110: Unheil aus der Flasche
- 1988: Die Schauspielerin
- 1988: In einem Atem
- 1988: Polizeiruf 110: Der Kreuzworträtselfall
- 1988: Zahn um Zahn (Fernsehserie, 1 Folge)
- 1988: Polizeiruf 110: Flüssige Waffe
- 1989: Vera – Der schwere Weg zur Erkenntnis
- 1989: Tierparkgeschichten (TV-Miniserie)
- 1989: Polizeiruf 110: Gestohlenes Glück
- 1989: Familie Maxi Moritz
- 1989: Johanna (TV-Miniserie)
- 1990: Polizeiruf 110: Tödliche Träume
- 1990: Klein, aber Charlotte (TV-Miniserie)
- 1990: Polizeiruf 110: Ball der einsamen Herzen
- 1990: Der Streit um des Esels Schatten
- 1990: Polizeiruf 110: Tod durch elektrischen Strom
- 1990: Polizeiruf 110: Das Duell
- 1991: Aerolina (TV-Miniserie)
- 1991: Polizeiruf 110: Big Band Time
- 1991: Ein Engel namens Flint (Fernsehserie, 1 Folge)
- 1991: Polizeiruf 110: Mit dem Anruf kommt der Tod
- 1991: Polizeiruf 110: Thanners neuer Job
- 1992: Wolffs Revier (Fernsehserie, 1 Folge)
- 1992: Achterbahn (Fernsehserie, 1 Folge)
- 1993: Der Landarzt (Fernsehserie, 3 Folgen)
- 1993: Liebling Kreuzberg (Fernsehserie, 1 Folge)
- 1994: Elbflorenz (TV-Miniserie)
- 1994: Großstadtrevier (Fernsehserie, 1 Folge)
- 1994–2009, 2022: Unter uns (Fernsehserie)
- 1995: Stadtklinik (Fernsehserie, 1 Folge)
- 1995: Rosa Roth (Fernsehserie, 1 Folge)
- 1995: Zwei alte Hasen (TV-Miniserie)
- 1996: Lieber Liebe
- 1997: Die Wache (Fernsehserie, 1 Folge)
- 1999: S.O.S. Barracuda (TV-Miniserie)
- 1999: Alarm für Cobra 11 – Die Autobahnpolizei (Fernsehserie, 1 Folge)
- 2000: Streit um drei (Fernsehserie, 1 Folge)
- 2001: Hinter Gittern – Der Frauenknast (Fernsehserie, 1 Folge)
- 2002: Geld macht sexy
- 2006: Esperanza
- 2010–2012: Verbotene Liebe (Fernsehserie)
- 2013: SOKO Köln (Fernsehserie, 1 Folge)
- 2014: SOKO Wismar (Fernsehserie, 1 Folge)
- 2015: Schicksale – und plötzlich ist alles anders (Fernsehserie, 1 Folge)
- 2016: In Gefahr – Ein verhängnisvoller Moment (Fernsehserie, 1 Folge)
- 2019: Ein ganz normaler Tag